# Caßlau

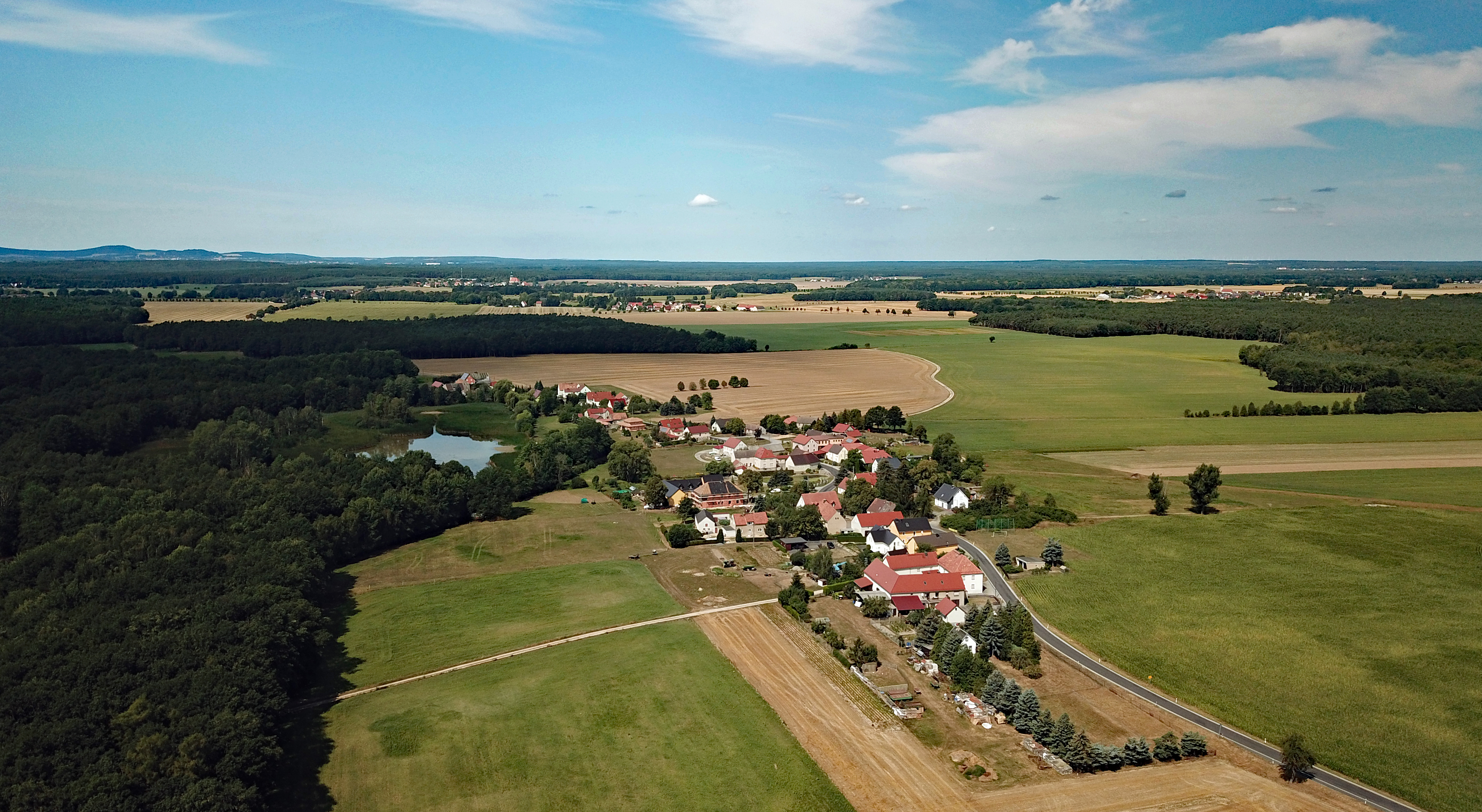
Luftbild

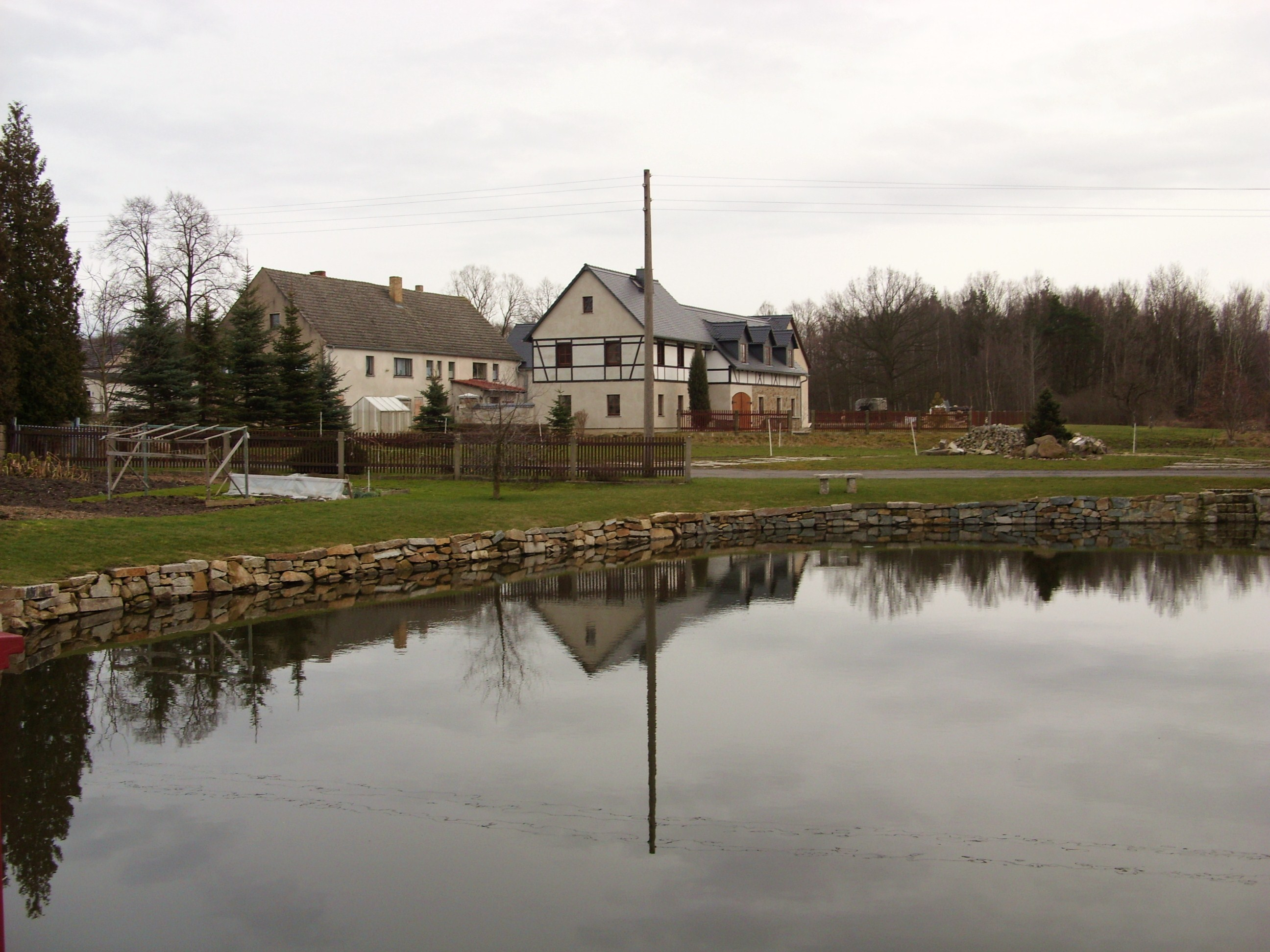
Am Caßlauer Dorfteich

Caßlau, obersorbisch Koslowⓘ, ist ein Ort im Zentrum des Landkreises Bautzen in Ostsachsen und gehört seit 1974 zur Gemeinde Neschwitz. Der Ort zählt zum Kernsiedlungsgebiet der Sorben in der Oberlausitz; ein großer Teil der Einwohner spricht Sorbisch als Muttersprache.

## Geografie
Caßlau befindet sich etwa 16 Kilometer nordwestlich der Großen Kreisstadt Bautzen und 12 Kilometer südlich von Wittichenau an der Straße von Neschwitz nach Ralbitz. Durch den Ort fließt das Doberschützer Wasser, das auch den Caßlauer Dorfteich speist. Von den einstmals sieben Teichen in der nahen Umgebung sind noch zwei übrig. Im Nordosten befindet sich das Naturschutzgebiet Caßlauer Wiesenteiche. 
Die Umgebung des Ortes ist flach und fällt leicht nach Norden ab. Im Norden, Osten und Süden erstrecken sich Waldgebiete, während die Landschaft nach Westen offen ist. Der geschlossene Wald nördlich von Caßlau reicht über acht Kilometer bis nach Kotten. Die Nachbarorte sind Eutrich im Norden, Zescha und Neschwitz im Osten, Lissahora und Doberschütz im Süden sowie Naußlitz im Westen.

## Geschichte
Der Ort wird erstmals 1374/82 als Kosslow erwähnt und war spätestens ab 1635 Sitz eines Rittergutes, das die Grundherrschaft innehatte. Im Wald in Richtung Lissahora befindet sich ein großes bronzezeitliches Hügelgrab, welches auf eine frühere Besiedlung schließen lässt. Des Weiteren wurden nordöstlich und am ehemaligen Steindammteich Gräberfelder aus dieser Zeit gefunden.
Bis 1936 war Caßlau eine eigenständige Landgemeinde. Dann wurde es nach Doberschütz eingemeindet.
Gegen Ende des Zweiten Weltkrieges wurde Caßlau im April 1945 bei heftigen Kämpfen zwischen der Roten Armee und der Wehrmacht wie Piskowitz und Naußlitz fast vollständig zerstört. Der Wiederaufbau der drei Dörfer fand bereits ab Sommer 1946 im Rahmen der „Aktion Caßlau“ statt, die von der Sorbischen Jugendbewegung (Serbska młodźina) durchgeführt und 1948 abgeschlossen wurde.
Am 1. April 1936 wurde Caßlau nach Doberschütz eingemeindet. Nach der Kreisreform 1952 gehörte der Ort für fünf Jahre zum Kreis Kamenz, bevor er wieder in den Kreis Bautzen eingegliedert wurde. Seit dem 1. Februar 1974 gehört Caßlau als Ortsteil zur Gemeinde Neschwitz.

## Bevölkerung

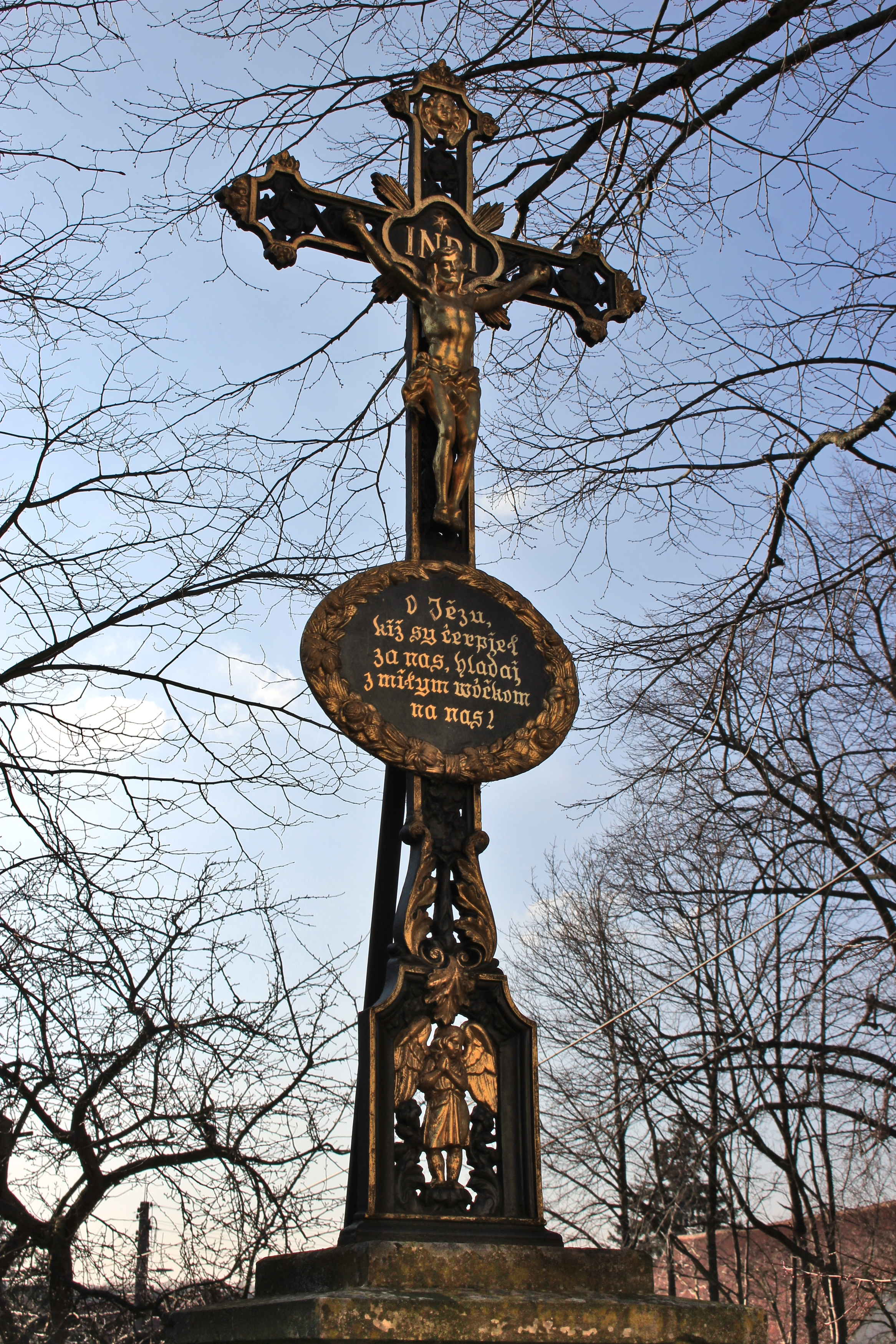
Sorbische Inschrift an einem denkmalgeschützten Wegkreuz in Caßlau

Im Jahr 1925 hatte Caßlau 102 Einwohner; davon waren 83 katholischen Glaubens (81 %).
Für seine Statistik über die sorbische Bevölkerung in der Oberlausitz ermittelte Arnošt Muka in den achtziger Jahren des 19. Jahrhunderts eine Bevölkerungszahl von 97 Einwohnern; darunter waren 96 Sorben (98 %) und ein Deutscher.
Nach 1990 hat die Einwohnerzahl leicht abgenommen. Die Mehrheit der Einwohner sind Sorben.

## Persönlichkeiten
- Jan Nuck (* 1947 in Caßlau), Domowina-Vorsitzender